# 令狐愚
令狐愚（？—249年），本名浚，字公治，三國時代并州太原郡人。三國時曹魏將領，曹魏太尉王凌的外甥。

## 生平
令狐愚本名令狐浚，在黃初年間當和戎護軍，當時烏丸校尉田豫討伐胡人有功，但因為稍稍違反了節度而被令孤浚依法治罪，曹丕知道後大怒，逮捕令狐浚免官治罪，更下詔說：「浚何愚！」於是自此改名令狐愚。及後在正始年間當上了曹爽的長史（大將軍長史），後來出任兗州刺史，駐屯平阿，與其舅王凌一起統兵於淮南。
正始十年（249年），司馬懿發動高平陵之變，肅清了曹爽。王凌和令狐愚則認為曹芳年幼，難擔皇帝重任；密謀推舉較年長和有才能的楚王曹彪為帝，令狐愚隨即在當年九月派部將張式到白馬聯絡曹彪，十一月再派，但張式還未回來，令狐愚已經病死。
政變失敗後，令狐愚和王淩被開棺和曝屍三日，燒了印綬、朝服，去除棺木而掩埋，並夷三族。兗州武官馬隆則自稱令孤愚的家客，自行出資為其殮葬，更為其守三年喪，種植松柏。此舉令到兗州其他士人都感到愧疚。
起初，令狐愚未任官時已有很大的志向，眾人都認為令狐愚一定會令令狐氏興盛，但同族父輩弘農太守令狐邵則認為令狐愚個生倜儻，不修德而志願大，必會招至家族滅亡。令狐愚聽到很深感不平。後來令狐愚多次升遷，累積了很高名聲，令狐愚於是向令狐邵示威：「早年聽聞大人說我會滅亡家族，今天你又有甚麼話說呢？」令狐邵不答，但私下和妻兒稱令狐愚性格仍跟以前一樣，一定會招致滅亡，他們這幾代人都會被捕誅殺。令狐邵死後十多年後，令狐家因令狐愚而被滿門抄斬。

## 延伸阅读
[在维基数据编辑]
 《三國志/卷28》，出自陳壽《三國志》